# Putney Bridge (métro de Londres)
Pour l’article homonyme, voir Putney Bridge.
Putney Bridge (en anglais : Putney Bridge tube station, ou Putney Bridge Underground station), est une station de la ligne District du métro de Londres, en zone 2 Travelcard. Elle est située sur la Station Approach à Fulham dans le borough londonien de Hammersmith et Fulham, sur le territoire du Grand Londres.

## À proximité
- Fulham Palace